# Église de los Santos Juanes
 (octobre 2019).
Si vous disposez d'ouvrages ou d'articles de référence ou si vous connaissez des sites web de qualité traitant du thème abordé ici, merci de compléter l'article en donnant les références utiles à sa vérifiabilité et en les liant à la section « Notes et références ».
L'église de los Santos Juanes est un édifice religieux situé dans la commune de Nava del Rey, province de Valladolid. 
L'église a été classée au titre de bien d'intérêt culturel en 1931.

## Présentation
Cette grande église est dédiée à Saint Jean-Baptiste et à Saint Jean l'Évangéliste, d'où son nom d'église des Saints Jean. Sa construction a commencé au tout début du XVIe siècle, pour ne s'achever qu'en 1602. Pendant ces 100 ans, plusieurs architectes se sont succédé, apportant chacun leur style. Le plan général est dû à l'architecte José Hontañon : une grande église-halle gothique à 3 nefs de même hauteur, avec une grande abside dotée d'un chevet polygonal et des chapelles latérales. La fin des travaux sera exécutée dans le style classique. La tour occidentale s'effondra en 1663 : elle sera reconstruite dans sa forme monumentale actuelle à la fin du XVIIe siècle. La tour domine la ville et lui a valu le surnom de Giralda de Castille. L'entrée dans l'église s'effectue par les portails latéraux. La grande sacristie a été construite en 1733 par l'architecte José Benito Churriguera. Le retable principal a été réalisé au début du XVIIe siècle par le sculpteur local Gregorio Fernandez, sur un dessin de Francisco Velasquez. L'église possède également plusieurs œuvres des Maîtres argentiers de Valladolid.
Un orgue est situé au niveau de la 4e travée de la nef. Son buffet sculpté couvert de dorures a été réalisé en 1712 par Antonio Pérez et Manuel de Plasencia. L'orgue comporte 21 jeux, répartis sur 2 claviers et un petit pédalier.